# Acraea mariae
Acraea mariae är en fjärilsart som beskrevs av Abel Dufrane 1945. Acraea mariae ingår i släktet Acraea och familjen praktfjärilar. Inga underarter finns listade i Catalogue of Life.